# Władimir Niewzorow
Władimir Michajłowicz Niewzorow (ros. Владимир Михайлович Невзоров, ur. 5 października 1952 w Majkopie) – radziecki judoka. Złoty medalista olimpijski z Montrealu.
Walczył w kategorii półśredniej (do 70 kg). Igrzyska w 1976 były jego jedyną olimpiadą. W 1975 zdobył tytuł mistrza świata, był również złotym medalistą mistrzostw Europy w 1975 i 1977.